# Месть и закон
«Месть и закон» (хинди शोले, Sholay, досл.: «Тлеющие угли») — индийский фильм на языке хинди, снятый режиссёром Рамешем Сиппи и вышедший в прокат 15 августа 1975 года.
Фильм считается одним из крупнейших хитов в истории Болливуда. В 1999 году индийское Би-би-си объявило его «Фильмом тысячелетия», в 2005 — оргкомитет Filmfare Awards (главной кинонаграды Болливуда, не считая общегосударственной Национальной кинопремии) наградил его как лучший фильм за 50 лет существования премии. Фильм демонстрировался в бомбейском кинотеатре «Минерва» непрерывно более 286 недель (более 5 лет). Кассовые сборы составили 300 млн индийских рупий, что в пересчёте на наши дни будет равняться 16,3 млрд.

## Сюжет
Когда-то полицейский инспектор Тхакур арестовал двух воров Виру и Джая. Однако по дороге в тюрьму всем троим пришлось объединиться, чтобы спастись от бандитов. В схватке Тхакур был ранен, но Виру и Джай не воспользовались случаем и не сбежали, предпочтя остаться с раненым и доехать до тюрьмы.
Прошло время, и вскоре Тхакур разыскал Виру и Джая, потому что ему понадобилась их помощь. Пока приятели сидели в тюрьме, Тхакур арестовал страшного и беспощадного разбойника Габбара Сингха. Но Габбар сбежал из тюрьмы, соединился со своей шайкой и расположился с нею возле посёлка, где жил Тхакур со своей семьёй. Он убивает близких инспектора, а самого Тхакура, заманив в ловушку, жестоко калечит, отрубив ему обе руки. После этого разбойники начинают безнаказанно терроризировать жителей посёлка.
Теперь Тхакур хочет одного — сойтись с Габбаром один на один, задача же Виру и Джая — устранить сообщников Габбара и сберечь покой жителей посёлка.

## В ролях
- Дхармендра — Виру
- Амитабх Баччан — Джай
- Санджив Кумар — инспектор Тхакур Балдев Сингх
- Хема Малини — Басанти
- Джайя Бхадури — Радха, невестка Тхакура
- Амджад Хан — Габбар Сингх
- Сатьен Каппу — Рамлал, слуга Тхакура

## Производство
Известный тандем сценаристов Салим Хан и Джавед Ахтар начали рассказывать кинематографистам идею фильма в 1973 году. Но все отказались, включая режиссёров Манмохана Десаи и Пракаша Мехру. Спустя полгода после релиза фильма «Затянувшаяся расплата», сценаристы решили продолжить сотрудничество с Г. П. Сиппи и его сыном Рамешем и рассказали им идею в четырёх предложениях. Рамешу понравилась концепция будущего фильма. Первоначально сюжет рассказывал об армейском офицере, который решил нанять двух бывших солдат для мести тому, кто убил его семью. В итоге сюжет изменили, и военного заменили на полицейского. Салим и Джавед писали сценарий целый месяц, корректируя имена персонажей. Сценарий фильма был написан на хиндустани, смеси хинди и урду, но большинство диалогов написаны на урду.
Персонаж по имени Габбар Сингх был основан на реальном преступнике с тем же именем, который был угрозой всех деревень около Гвалиора в 1950-х годах. Полицейским захваченным Габаром, он отрезал часть уха и носа, из-за чего воспринимался как опасность для остальных полицейских. Другим прототипом персонажа был герой фильма «Ганга Джамна» в исполнении актёра Дилипа Кумара, говоривший на смеси кхари-боли и авадхи. Также прототипом персонажа был Индеец из фильма «На несколько долларов больше».
Первоначально на роль Габбара Сингха был утверждён Дэнни Дензонгпа, но он отказался из за съёмок фильма Dharmatma, шедших то же время. Вместо него согласился Амджад Хан (для которого эта роль стала второй полноценной во взрослой карьере), ради роли прочитав книгу «Abhishapta Chambal», рассказывающую о преступниках Чамбала, чей автор Тарун Кумар Бхадури является отцом Джайи Бхадури.
Джая и Амитабх Баччан в этом фильме сыграли влюблённую пару, которой не суждено быть вместе. В реальной жизни на момент выхода фильма актёры уже два года являлись мужем и женой. Съёмки даже отложили из-за первой беременности Джайи, а на момент релиза фильма она ждала второго ребёнка. Другие главные герои Дхармендра и Хема Малини начали встречаться на съёмках фильма «Зита и Гита» того же режиссëра, и также поженились в реальной жизни через пять лет после релиза фильма.
Многие сцены были сняты в каменистых окрестностях Раманагары, небольшого городка недалеко от Бангалора. Создателям фильма пришлось построить дорогу от Бангалорского шоссе до Раманагара для удобного доступа к съëмочным площадкам. Художник-постановщик Рам Йедекар построил целый городок на этом месте, а декорации тюрьмы возвели рядом с Rajkamal Studio в Бомбее. Часть Раманагары какое-то время назвалась «Сиппи Нагар» в честь режиссёра. В 2010 году туристам, путешествующим через Раманагару, всё ещё предлагалось посетить «Скалы Шолай» (англ. Sholay rocks), где снимали фильм.
Съёмки начались 3 октября 1973 года со сцены, показывающей героев Баччана и Бхадури. Производство было чересчур расточительным для своего времени (с частыми банкетами и вечеринками для актеров) и заняло два с половиной года, превысив бюджет. Одной из причин высокой стоимости фильма было то, что Сиппи много раз переснимал сцены, чтобы получить желаемый эффект: на съёмки видео к песне «Yeh Dosti» ушёл 21 день, две короткие сцены, в которых Радха зажигает лампы, снимали 20 дней из-за проблем с подсветкой, а сцену, где Габбар Сингх убивает сына имама, — 19 дней. Съёмки сцены ограбления поезда по маршруту Мумбаи-Пуна заняли больше 7 недель.
Существуют два варианта окончания схватки между Тхакуром и Габбаром: первый — от пинков Тхакура Габбар падает спиной на штырь, торчащий из столба, на котором когда-то висел пленённый Тхакур, когда ему рубили руки, и погибает; второй вариант (снятый после введения цензуры) — Тхакур сбивает Габбара с ног и, наступив ему ногой на горло, пытается сломать ему шею, но его останавливает появившаяся полицейская бригада, то есть Габбар снова попадает в руки правосудия. Далее следует окончание фильма (одинаковое в обоих вариантах): Виру прощается с Тхакуром, заходит в поезд и видит в вагоне Басанти.
Это был первый индийский фильм, снятый на 70-мм плёнку со стереозвуком.

## Саундтрек
| №  | Название                  | Исполнители                 | Длительность |
| -- | ------------------------- | --------------------------- | ------------ |
| 1. | «Title Music (Sholay)»    |                             | 2:46         |
| 2. | «Yeh Dosti»               | Кишор Кумар, Манна Дей      | 5:21         |
| 3. | «Haa Jab Tak Hai Jaan»    | Лата Мангешкар              | 5:26         |
| 4. | «Koi Haseena»             | Кишор Кумар, Хема Малини    | 4:00         |
| 5. | «Holi Ke Din»             | Кишор Кумар, Лата Мангешкар | 5:42         |
| 6. | «Mehbooba Mehbooba»       | Р. Д. Бурман                | 3:54         |
| 7. | «Yeh Dosti» (sad version) | Кишор Кумар                 | 1:49         |

Песня «Mehbooba Mehbooba» использует мотив песни Демиса Руссоса «Say You Love Me», также спета самим композитором, благодаря чему он был номинирован на Filmfare Award за лучший мужской закадровый вокал. Также эту песню неоднократно переделывали и создавали кавер-версии. Так песню перепела жена композитора Аша Бхосле для альбома You’ve Stolen My Heart, а в 2007 году она вновь исполнила её вместе с Химешем Решамией для фильма Aap Kaa Surroor. Песня «Yeh Dosti» стала неофициальным гимном великой дружбы. Она также была перепета Шанкар Махадеван и Удит Нараян в фильме на малаялам Four Friends.

## Наследие
«Месть и закон» стал образцом для многих фильмов, породив жанр карри-вестерн, аналог спагетти-вестерна, и одним из фильмов в жанре Dacoit Western, к которому ранее относили фильмы «Мать Индия» и «Ганга Джамна». Также фильм стал одним из первых тогда новом жанре масала (смесь жанров) и дал начало тренду звёздного актёрского состава. BBC описал этот фильм как «Звездные войны Болливуда», поскольку этот фильм вышел за два года до выхода «Новая надежда», и сравнил Габбара Сингха с Дартом Вейдером.
Габбар Сингх стал культовым персонажем в истории Болливуда и сыграл ключевую роль в создании контекста для персонажей Шакала в фильме Shaan, Могамбо и Бхуджанга в фильмах «Мистер Индия» и «Трое разгневанных мужчин». Также в честь персонажа был назван фильм на телугу «Габбар Сингх», который является ремейком фильма «Бесстрашный».
Также этот фильм является одним из немногих, которые никогда не были пересняты. Была попытка сделать ремейк режиссером Рамом Гопалом Вармой, снявшим фильм Aag, в котором Амитабх Баччан сыграл злодея, однако фильм стал одним из худших фильмов в Болливуде.
В 2014 году вышла 3D-версия фильма, в которую были добавлены некоторые сцены.
В 2019 году вышел фильм The Sholay Girl, рассказывающем о первой в стране женщине-каскадёре Решме Патан, которая была дублёром Хемы Малини.